# Saman Arbabi
 (janvier 2014).
Si vous disposez d'ouvrages ou d'articles de référence ou si vous connaissez des sites web de qualité traitant du thème abordé ici, merci de compléter l'article en donnant les références utiles à sa vérifiabilité et en les liant à la section « Notes et références ».
Saman Arbabi (en persan : سامان اربابی), né 1973 à Téhéran, est un journaliste, caricaturiste, styliste et producteur iranien.

## Biographie
Il émigre d'abord en France avec sa famille, puis, en 1985, aux États-Unis. Il fait des études de médias de masse et d'art. Il remporte le prix du meilleur journaliste et caricaturiste alors qu'il travaille à plein temps à Washington DC. Il est reporter (envoyé spécial) au Moyen-Orient (Irak, Afghanistan, Liban, Israël, Cisjordanie, Syrie, Égypte, Bahreïn et Émirats arabes unis). Il devient producteur de l'émission On Ten, sur VOA-PNN.
Il crée, produit et anime, avec Kambiz Hosseini l'émission satirique hebdomadaire en langue persane Parazit sur Voice of America.
The Intercept relève qu'il se montre favorable à l’administration Trump et attaque régulièrement ses opposants. Il a ainsi vivement critiqué la congressiste démocrate Ilhan Omar, estimant notamment que son hijab était comparable aux cagoules du Ku Klux Klan. Le Conseil national irano-américain, qui défend le dialogue entre les deux pays, constitue l'une de ses cibles récurrentes.